# 神津善行

1963年、次女はづきと

神津 善行（こうづ よしゆき、1932年〈昭和7年〉1月2日 - ）は、日本の作曲家。早稲田大学理工学部特別研究員。東京交響楽団理事、日本民謡協会理事。

## 略歴
東京府（現：東京都）出身。麻布中学校、 国立音楽高等学校、国立音楽大学器楽科卒業。作曲を信時潔、トランペットを中山冨士雄に師事する。主に映画音楽を中心に約300曲を作曲し、歌謡曲や吹奏楽曲も作曲している。エッセイなども執筆している。
1992年に民族音楽の復興のため、琵琶など日中伝統楽器を使った女性11名のグループ「六華仙」を結成する。植物と音楽による研究を早稲田大学で行っており、植物の微弱な信号音で小交響詩「依代」を作曲するという活動もしている。

## 家族・親族
妻は女優の中村メイコ(2023年12月31日に死去)、長女は作家の神津カンナ、次女は女優の神津はづき、長男は画家の神津善之介、娘婿（はづきの夫）は俳優の杉本哲太という芸術・芸能一家。

## 作曲した作品
- じゃじゃ馬ならし
- スター誕生
- ニッポン無責任時代
- 奥様は大学生
- JNNニュースコープ初代主題歌
- 朝日に栄光あれ（行進曲：テレビ朝日のスポーツ番組のオープニングテーマに使用される）
- NET『日曜洋画劇場』テーマ（1969年から1984年までオープニングテーマに使用された）
- ママ横向いて
- 日本工学院専門学校校歌
- 交響詩「月山」
- 星空に両手を（作詞：西沢爽／唄：島倉千代子、守屋浩、1963年）
- 新妻に捧げる歌（作詞：中村メイコ／唄：江利チエミ、1964年）
- 札幌の空（現在も教育出版発行の小学校4年の音楽教科書に掲載されている合唱曲）
- TBSソング（作詞：中村メイコ TBS創立10周年記念）
- 佐久・わが市（作詞：山川啓介 長野県佐久市の市民歌、1981年）
- 八千代市立萱田中学校校歌

他多数。

## 著書
- 歌謡曲の唄い方教室：たちまち上達する（講談社 1971年）
- ぼくの英才教育：くたばれ中村メイコ（産報 (Sanpô books) 1973年）
- 実録ぼくの英才研究：涙と汗の半生記（産報 (Sanpô books) 1975年）
- 音楽の落とし物：そして…その落とし物（講談社 1980年 のち講談社文庫）
- オフィシャル・マナー・ハンドブック（中村メイコ 解説、横山敏子 イラスト、スコラ 1981年）
- 輝いて生きるー変わる時代の中で：自分のライフスタイルの探し方（みんなに聞いて欲しい心の物語;6）（共著、広済堂出版 1995年）
- 植物と話がしたい：自然と音の不思議な世界（講談社 1998年）
- 蕎麦処山下庵：山下洋輔と三十人の蕎麦者たち（山下洋輔 編著、小学館 2009年）

## 出演

### テレビ番組
- ゲーム プレイ ミュージック（1976年、NHK総合、司会）
- あなたのメロディー（1977年4月 - 1984年3月、NHK総合、司会）
- メイコのいきいきモーニング（TBSラジオ、準レギュラー）
- 家族そろって歌合戦（TBSテレビ、審査員）
- ゆかいな音楽会（1976年 - 1977年 TBSテレビ、積水ハウス一社提供、司会）

### テレビドラマ
- 時代劇スペシャル / 隠密くずれⅡ 地獄の子守唄（1982年、フジテレビ、玄庵役）
- 源九郎旅日記 葵の暴れん坊 第17話「瀬戸は夕焼け 夫婦舟」（1982年 テレビ朝日、為造役）
- NHK子どもパビリオン ひかるサケ（1990年、NHK総合）

### ラジオ番組
- 神津善行のおはようサタデー（1974年4月13日 - 1975年10月4日　文化放送）
- 神津善行のワイワイワイド 善行け土曜日（1976年4月10日 - 1979年9月29日　文化放送）
- 神津善行 音楽研究所（1980年 文化放送、明星食品一社提供（当時、明星のインスタントラーメン「チャルメラ」のCMに出演していた関係から）、メインパーソナリティ）
- 神津善行の音楽フリーマーケット（文化放送）

### 映画
- 無宿（1974年、東宝）- ガセネタ売り 役
- サラリーマン専科（1995年、松竹）- 香西 役

### CM
- 明星食品 チャルメラ(マテ貝篇、1978年)[2]
- 日本製粉 から揚げ粉（妻・中村メイコと共演・1983年）
- ダイキン工業（エアコンを含む家庭用空調設備）